# オサラバ坂に陽が昇る
『オサラバ坂に陽が昇る』（オサラバざかにひがのぼる）は、1983年4月22日から同年8月12日まで、TBS系列で放送されたテレビドラマである。放送時間は、毎週金曜20：00 - 20：54(JST)。

## 内容
神奈川県相模湖町にある教護院（現、児童自立支援施設）「愛誠学園」で働くことになった一人の男が様々な過去を持つ少年の更生に献身する姿を通して、人と人とのふれあいや生きることの意味を浮き彫りにする。本放送終了以降の再放送、映像ソフト化はなされていない。

## 出演
- 河西壮太：矢崎滋　
35歳。圭子の反対を押し切って愛誠学園の職員になる。自分も元は孤児で非行歴があり、少年たちの心の痛みは理解できると言い、体を張って指導に当たる。
- 河西圭子：イルカ
32歳、壮太の妻。元看護婦。最初は反対していた壮太の愛誠学園職員だが、着任後は最大に協力している。愛誠の少年たちにも受け入れられるほどの温かい人柄。
- 山科始：柴田恭兵
31歳。愛誠学園事務職員・作業指導員。地元出身で、人一倍、仕事に賭ける情熱を持っている。彼も高校生時代はグレていた。少年たちに共感されて兄貴的な存在に。
- 菊池まゆみ：伊藤つかさ
15歳。継母に反発し、高校進学を断念して兄・裕を慕い、学園に近い相模湖駅前の食堂に勤める。性格は大人しいが芯は強い。兄の更生をひたすら願っている。
- 菊池裕（ユタカ）：斉藤康彦
16歳。かつて少年鑑別所に収容されていたが、そこでも手に負えなくなったことから愛誠学園に回されて来た。学園の中でも一匹狼的な存在。妹のまゆみにも素直な愛情を表せずにいる。
- 倉田信吉：原保美
68歳、愛誠学園園長。壮太にとっての良き理解者で、助言を欠かさない。
- 河西春代：高橋奈緒
- 河西冬太：多賀基史
- 井上精造：小鹿番
- 井上きん：市川夏江
- 野崎ヒデ：今井和子
- 野崎雄作：入江洋佑

- 石田幹治（カンジ）：岩田光央
- 松村史郎（シロー）：北川剛
- 黒木秀俊（ヒデトシ）：矢野泰二
- 戸塚保之（ヤスユキ）：三好圭一 （当時ジャニーズJr.）
- 朝倉洋次（ヨウジ）：武口明 （当時ジャニーズJr.）
- 加藤仁：泉竜
- 仲川孝（タカシ）：菊池英博
- 樋口明（アキラ）：笹原尚
- 佐藤進（ススム）：諸岡義則
- 野上徹也（テツヤ）：小塙謙士
- 内山益夫（マスオ）：生尾茂
- 間宮充（ミツル）：島田昌明
- 伊藤三郎（サブロー）：須藤真一
- 松永清（キヨシ）：森勇治
- 大河原安雄（ヤスオ）：野上博司
- 木村五郎（ゴロー）：原田司

- 石田徳次郎（幹治の父）：荒井注
- 山口美也子
- 賀来千香子
- 谷村隆之
- 佐藤由江（進の姉）：山本千代美
- 磯貝京子：戸川京子
- 倉田ゆき：青木和子
- 杉山竜一：井上博一
- 杉山むつみ：小林トシ子
- 加藤敏子：梶三和子
- 徳山弘：冷泉公裕
- 徳山茂子：神保共子
- 菅原ちね子
- 菊池信子（まゆみの母）：根岸明美
- 順太郎：上田忠好

（出典：）

## 主題歌
- 「小さな肩に雨が降る｣（作詞・作曲・歌：谷村新司 編曲：大村雅朗）

ドラマ挿入歌として、出演者のイルカ自身の作品も使用された。
- 例：「僕のラストソング」「風にのせて」

## スタッフ
- 脚本：岩間芳樹（全話）
- 演出：前川英樹、大岡進、和田旭、吉田秋生
- プロデューサー：柳井満
- 音楽：惣領泰則

## サブタイトル
| 話数 | 放送日        | サブタイトル       | 演出     |
| ---- | ------------- | ------------------ | -------- |
| 1    | 1983年4月22日 | 教護院愛誠学園     | 前川英樹 |
| 2    | 4月29日       | 訴える心           | 前川英樹 |
| 3    | 5月6日        | ひとりだち         | 大岡進   |
| 4    | 5月20日       | 教護院送致         | 和田旭   |
| 5    | 6月3日        | いのち・前編       | 前川英樹 |
| 6    | 6月10日       | いのち・後編       | 前川英樹 |
| 7    | 6月17日       | 父子坂             | 大岡進   |
| 8    | 7月1日        | まゆみ様へ         | 吉田秋生 |
| 9    | 7月8日        | ユタカの約束・前編 | 前川英樹 |
| 10   | 7月15日       | ユタカの約束・後編 | 前川英樹 |
| 11   | 7月22日       | 前歴というレッテル | 吉田秋生 |
| 12   | 8月5日        | 戦火の中の不良少年 | 大岡進   |
| 13   | 8月12日       | 強く生きてゆけ     | 前川英樹 |